# Sapiens - Un solo pianeta (seconda edizione)
Le puntate della seconda edizione in onda sul canale televisivo Rai 3 sono state suddivise come segue: prima parte (puntate 1-6) sono state trasmesse dal 15 febbraio al 4 aprile 2020, seconda parte (puntate 9-12 più speciale dedicato alla pandemia) sono state trasmesse dal 24 ottobre al 28 novembre 2020.
| Puntata  | Data             | Titolo                                                           | Telespettatori | Share | Note |
| -------- | ---------------- | ---------------------------------------------------------------- | -------------- | ----- | --- |
| 1        | 15 febbraio 2020 | Clima: non c'è più tempo                                         | 1.337.000      | 6,66% | |
| 2        | 22 febbraio 2020 | Terre incognite                                                  | 963.000        | 4,82% | |
| 3        | 29 febbraio 2020 | Il pianeta delle piante                                          | 1.029.000      | 4,74% | Ospiti speciali: Stefano Mancuso |
| 4        | 7 marzo 2020     | La grande storia di (quasi) tutto. Dall' inizio del tempo a noi  | 1.272.000      | 5,50% | |
| 5        | 28 marzo 2020    | I divoratori del pianeta                                         | 1.520.000      | 5,07% | |
| 6        | 5 aprile 2020    | Dai continenti alla deriva agli uomini: arte, metalli e malattie | 1.537.000      | 5,11% | |
| 7        | 24 ottobre 2020  | La prossima pandemia                                             | 1.396.000      | 6,20% | |
| 8        | 31 ottobre 2020  | La vita dal fuoco. Storie di uomini e vulcani                    | 1.109.000      | 5,10% | |
| 9        | 14 novembre 2020 | La vera storia dell'isola di Atlante                             | 1.321.000      | 5,69% | Ospiti speciali: Stefano Tinti, Sergio Frau, Franco |
| 10       | 21 novembre 2020 | Dall'inizio del tempo a noi. La rivoluzione industriale          | 1.142.000      | 4,80% | Ospiti speciali: Michio Kaku, Stefano Guccini, Alex Filippenko Greig Benjamin, Giovanni Grieco                                                             |
| Speciale | 28 novembre 2020 | Speciale Pandemia                                                | 1.528.000      | 6,60% | Ospiti speciali : Maxime Schwartz, Patrick Berche, Stefan Kaufmann, Daniel Raichvarg, Wendy Barclay, Patrice Debré, Alberto Mantovani, Giovanni Sebastiani |

## Repliche
| Puntata | Data          | TItolo                        | Telespettatori | Share | Note                                               |
| ------- | ------------- | ----------------------------- | -------------- | ----- | -------------------------------------------------- |
| 1       | 14 marzo 2020 | Da animali a uomini           | 1.120.000      | 4,40% | puntate andate in onda per la pandemia da Covid-19 |
| 2       | 21 marzo 2020 | Leonardo. Il metodo del genio | 991.000        | 3,73% | puntate andate in onda per la pandemia da Covid-19 |